# Albert Paxmann
Albert Paxmann (* 8. März 1908 in Süpplingen; † 27. September 1974 in Wahrenholz) war ein niedersächsischer Politiker (SPD) und Mitglied des Niedersächsischen Landtages.
Paxmann besuchte zwischen 1914 und 1922 die Volksschule in Süpplingen und in Rautheim. Nach seiner Entlassung aus der Schule begann er eine Lehre zum Schlosser. Seit 1934 war er bei der Mühlenbau- und Industrie AG in Braunschweig beschäftigt. Im Zweiten Weltkrieg war er ab 1942 bis zum Kriegsende als Soldat in Russland beteiligt. Er geriet in englische Gefangenschaft, aus der er Ende 1945 entlassen wurde. Er wurde 1953 Mitglied des Betriebsrates. 

## Öffentliche Ämter
Paxmann war Mitglied des Rates der Gemeinde Rautheim ab 1946. Ferner war er mit einigen Unterbrechungen für die Dauer von zwölf Jahren Bürgermeister der Gemeinde Rautheim. Seit 1952 war er zudem Mitglied des Kreistages des Landkreises Braunschweig. Hier war er ab 1961 Vorsitzender der SPD-Kreistagsfraktion. Von 1963 bis 1964 war er stellvertretender Landrat. 
Er war in der sechsten und siebten Wahlperiode Mitglied des Niedersächsischen Landtages vom 6. Juni 1967 bis 20. Juni 1974.